# صفوری شافعی
عبدالرحمن بن عبدالسلام بن عبدالرحمن بن عثمان صفوری شافعی معروف به عبدالرحمن صفوری شافعی (وفات ۸۹۴ هجری) از علمای اهل سنت بود. برخی از آثار او عبارتند از: نزهة المجالس و منتخب النفائس، صلاح الأرواح و الطریق الی دارالفلاح، المحاسن المجتمعة فی الخلفاء الأربعة.